# گادنی
گادنی (به انگلیسی: Godney) یک روستا و محله مدنی در بریتانیا است که در مندیپ واقع شده‌است. گادنی ۲۳۷ نفر جمعیت دارد.